# Mommie Schwarz

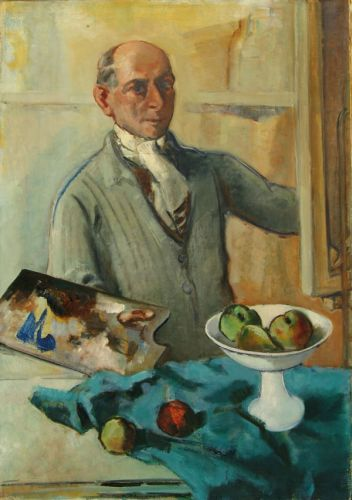
Mommie Schwarz: Selbstporträt. um 1935–1940

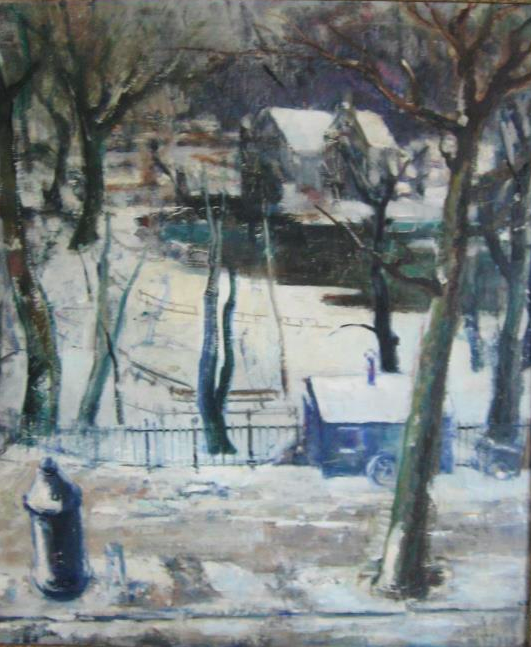
Mommie Schwarz: Sarphatipark (eines seiner letzten Werke), um 1942

Mommie Schwarz (eigentlich Samuel Leser Schwarz; geb. 28. Juli 1876 in Zutphen; gest. 19. November 1942 im KZ Auschwitz-Birkenau) war ein niederländischer Maler.
Schwarz wurde als zehntes von elf Kindern von Leser Schwarz und Julia Winter geboren. Er lebte 1897 bis 1899 in New York, 1903 in Madrid. Von 1895 bis 1897 studierte er Malerei an der Kunsthochschule von Antwerpen.
1905 kam er nach Berlin, um den deutschen Expressionismus näher zu studieren. Dort traf er seine zukünftige Ehefrau, die Malerin Else Berg aus Ratibor. 1911 kamen sie beide in die Niederlande und ließen sich in Schoorl nieder. Dort knüpften sie Kontakte mit der Bergener Schule an.
1920 heirateten Schwarz und Else Berg. Beide zogen nach Amsterdam. Gemeinsam besuchten sie Mallorca, Länder des damaligen  Jugoslawiens, die Türkei und Spanien. Sie verweigerten das Tragen des Judensterns. Daraufhin wurden sie im Durchgangslager Westerbork inhaftiert, nach Auschwitz gebracht und im KZ Auschwitz-Birkenau am 19. November 1942 ermordet.
Schwarz’ Werke zeigen Einflüsse der Bergener Schule, besonders von Leo Gestel und Charley Toorop. Er schuf hauptsächlich Landschaften, Akte, Porträts und Stillleben. Einige Werke malte er gemeinsam mit Elsa Berg. Viele seiner Bilder befinden sich im Jüdischen Museum in Amsterdam.
Er beschäftigte sich auch mit Gebrauchsgrafik, wie Buchumschlägen und Plakaten.